# 2002 في فرنسا
فيما يلي قوائم الأحداث التي وقعت خلال عام 2002 في فرنسا.

## سياسة

### تعيين في المنصب
- 7 مارس – فرنسوا فيون وزارة العمل (فرنسا)،نائب فرنسي.
- 7 مايو – دومينيك دو فيلبان وزير الشؤون الخارجية  [لغات أخرى]‏.
- 7 مايو – نيكولا ساركوزي وزير الداخلية،نائب فرنسي.
- 19 يونيو – آرنو مونتبورغ نائب فرنسي.
- 19 يونيو – ألان جوبيه نائب فرنسي.
- 19 يونيو – إليزابيث غيغو نائب فرنسي.
- 19 يونيو – برونو لورو نائب فرنسي.
- 19 يونيو – بيرنارد أكوير نائب فرنسي.
- 19 يونيو – جان إيف لودريان نائب فرنسي.
- 19 يونيو – جان فرنسوا كوبيه نائب فرنسي.
- 19 يونيو – جان كلود بيريز نائب فرنسي.
- 19 يونيو – جان لاسال نائب فرنسي.
- 19 يونيو – جان مارك أيرولت نائب فرنسي.
- 19 يونيو – جيلبرت ماير نائب فرنسي.
- 19 يونيو – دومينيك ستراوس كان نائب فرنسي.
- 19 يونيو – روزيلين باشيلو نائب فرنسي.
- 19 يونيو – رولاند بلوم نائب فرنسي.
- 19 يونيو – سيغولين رويال نائب فرنسي.
- 19 يونيو – فاليري بيكريس نائب فرنسي.
- 19 يونيو – فرانسوا أولاند نائب فرنسي.
- 19 يونيو – فرنسوا بايرو نائب فرنسي.
- 19 يونيو – فيليب دو فيلييه نائب فرنسي.
- 19 يونيو – كريستيان توبيرا نائب فرنسي.
- 19 يونيو – لوران فابيوس نائب فرنسي.
- 19 يونيو – ماري جورج بوفيه نائب فرنسي.
- 19 يونيو – مانويل فالس نائب فرنسي.
- 19 يونيو – ميشال آليو ماري نائب فرنسي.
- 19 يونيو – نيكولا امالينا نائب فرنسي.
- 19 يوليو – ناتالي كوسيوسكو موريزيت نائب فرنسي.

### انتهاء فترة المنصب
- 1 يناير – جان فرنسوا كوبيه رئيس بلدية،نائب فرنسي.
- 6 مايو – دومينيك دو فيلبان General secretary of the Presidency of the Republic  [لغات أخرى]‏.
- 6 مايو – ليونيل جوسبان رئيس الوزراء الفرنسي.
- 7 مايو – لوران فابيوس وزير الاقتصاد والمالية والصناعة  [لغات أخرى]‏.
- 7 مايو – ميشال آليو ماري رئيس بلدية،نائب فرنسي،نائب فرنسي.
- 7 مايو – نيكولا ساركوزي رئيس بلدية،نائب فرنسي،نائب فرنسي.
- 7 يونيو – فرنسوا فيون نائب فرنسي،نائب فرنسي.
- 7 يونيو – نيكولا امالينا نائب فرنسي،نائب فرنسي.
- 8 يونيو – روزيلين باشيلو نائب فرنسي،نائب فرنسي.
- 18 يونيو – آرنو مونتبورغ نائب فرنسي.
- 18 يونيو – ألان جوبيه نائب فرنسي.
- 18 يونيو – برتراند كيرن نائب فرنسي.
- 18 يونيو – برنار كازنوف نائب فرنسي.
- 18 يونيو – برونو لورو نائب فرنسي.
- 18 يونيو – بيرنارد أكوير نائب فرنسي.
- 18 يونيو – جان إيف لودريان نائب فرنسي.
- 18 يونيو – جان كلود بيريز نائب فرنسي.
- 18 يونيو – جان مارك أيرولت نائب فرنسي.
- 18 يونيو – جيلبرت ماير نائب فرنسي.
- 18 يونيو – دومينيك ستراوس كان نائب فرنسي.
- 18 يونيو – رايمون باغ نائب فرنسي.
- 18 يونيو – رولاند بلوم نائب فرنسي.
- 18 يونيو – فرانسوا أولاند نائب فرنسي.
- 18 يونيو – فيليب دو فيلييه نائب فرنسي.
- 18 يونيو – كريستيان توبيرا نائب فرنسي.
- 20 يونيو – مانويل فالس عضو مجلس جهوي.

## رياضة
- 1 يناير – دورة فرنسا المفتوحة 2002
- 1 يناير – سباق باريس روبيه 2002

## ظهور
- 1 نوفمبر – مكة-كولا

## أفلام
من الأفلام التي صدرت هذه السنة في فرنسا:
- 1 يناير – أبونا من إخراج محمد الصالح هارون.
- 1 يناير – أخوة الذئاب من إخراج كريستوف غانز.
- 1 يناير – افتح عينيك من إخراج أليخاندرو آمينابار.
- 1 يناير – الجنة من إخراج توم تيكوير.
- 1 يناير – الحرير الأحمر من إخراج رجاء عماري.
- 1 يناير – العودة إلى بابل من إخراج عباس فاضل.
- 1 يناير – بعد 28 يوما من إخراج داني بويل.
- 1 يناير – ذا كوايت أميركان من إخراج فيليب نويس.
- 1 يناير – راهبات مجدلين من إخراج بيتر مولان.
- 1 يناير – رشيدة من إخراج يامينا بشير.
- 1 يناير – ريزدنت إيفل من إخراج بول أندرسون.
- 1 يناير – صندوق الدنيا من إخراج أسامة محمد (مخرج).
- 1 يناير – علي زاوا من إخراج نبيل عيوش.
- 1 يناير – لا رجعة فيه من إخراج غاسبار نوي.
- 1 يناير – يد إلهية من إخراج إيليا سليمان.
- 1 مارس – رجل دون ماضي من إخراج أكي كاوريسمكي.
- 6 مايو – طريق مولهولاند من إخراج ديفيد لينش.
- 14 مايو – كوز الذهب من إخراج جيمس أيفوري.
- 18 مايو – مدينة الرب من إخراج فرناندو ميريليس، كاتيا لوند.
- 24 مايو – عازف البيانو من إخراج رومان بولانسكي.
- 6 سبتمبر – خلف الشمس من إخراج والتر سالس.
- 10 أكتوبر – الناقل من إخراج كوري يون، لويس ليترير.

## برامج ومسلسلات وأنمي
- لي غينيول دو لانفو

## موسيقى

### ألبومات
من الألبومات التي صدرت هذه السنة في فرنسا:
- 4 يونيو – لت غو من غناء آفريل لافين.

## كتب
من الكتب التي صدرت هذه السنة في فرنسا:
- 9 أكتوبر – جحيم في المنعطفات من تأليف سميرة بليل.

## وفيات

### يناير
- 23 يناير – بيير بورديو (مواليد 1930)

### مارس
- 1 مارس – جورج بوكو (مواليد 1912) لاعب كرة قدم فرنسي.

### أبريل
- 24 أبريل – جان بيير ديستروميلي (مواليد 1941) لاعب كرة قدم.

### مايو
- 10 مايو – إيف روبرت (مواليد 1920)
- 21 مايو – نيكي دي سانت فال (مواليد 1930)

### يونيو
- 6 يونيو – برنار ديستريمو (مواليد 1917) لاعب كرة مضرب فرنسي.
- 22 يونيو – راؤول ريمي (مواليد 1919)
- 24 يونيو – بيير فيرنر (مواليد 1913) سياسي لوكسمبورغي.
- 30 يونيو – روجر يفيك (مواليد 1920) درّاج طريق فرنسي.

### يوليو
- 4 يوليو – لوران شفارتز (مواليد 1915)

### أكتوبر
- 25 أكتوبر – رينيه ثوم (مواليد 1923)

### نوفمبر
- 7 نوفمبر – تينو ساباديني (مواليد 1928) درّاج طريق فرنسي.
- 12 نوفمبر – راول ديان (مواليد 1910) لاعب كرة قدم فرنسي.